# شهدطوطیک شامگاه
شهدطوطیک شامگاه (نام علمی: Trichoglossus forsteni)، که همچنین به نام شهدطوطیک سینه‌سرخ یا شهدطوطیک فورستن شناخته می‌شود، گونه‌ای از طوطی‌ها است که در جزایر اندونزیایی بالی، لومبوک، سومباوا، تانا جامپیا (بین سولاوسی و فلورس) و فلورس کالائوتو (بین سولاوسی و فلورس) بومی است. در گذشته به عنوان زیرگونه‌ای از شهدطوطیک رنگین‌کمان در نظر گرفته می‌شد، اما پس از بررسی در سال ۱۹۹۷، به‌طور فزاینده‌ای به عنوان یک گونه جداگانه در نظر گرفته می‌شود.